# Fun.
Fun. was een Amerikaanse indierock/popband, die in 2008 gevormd werd door zanger Nate Ruess. De band heeft twee studioalbums uitgebracht: Aim and ignite (debuutalbum, 2009) en Some nights (2012).

## Geschiedenis
De band brak in 2012 wereldwijd door met de single We are young, een samenwerking met Janelle Monáe. Dit nummer bereikte de eerste plaats van de Amerikaanse Billboard Hot 100 en werd daarna ook een nummer 1-hit in onder meer het Verenigd Koninkrijk, Australië en Canada. In Nederland en België werd het eveneens een groot succes. Hierna scoorde Fun nog een internationale hit met de single Some nights.
In 2015 kondigde de band een pauze aan. De bandleden verklaarden niet uit elkaar te gaan, maar zich voor onbepaalde tijd te concentreren op andere projecten. In juni 2015 bracht zanger Ruess zijn eerste soloalbum uit.

## Discografie

### Albums
| Album met eventuele hitnotering(en) in de Nederlandse Album Top 100 | Datum van verschijnen | Datum van binnenkomst | Hoogste positie | Aantal weken | Opmerkingen |
| ------------------------------------------------------------------- | --------------------- | --------------------- | --------------- | ------------ | ----------- |
| Aim and ignite                                                      | 25-08-2009            | -                     |                 |              |             |
| Some nights                                                         | 09-03-2012            | 02-06-2012            | 29              | 41           |             |

| Album met hitnotering(en) in de Vlaamse Ultratop 200 albums | Datum van verschijnen | Datum van binnenkomst | Hoogste positie | Aantal weken | Opmerkingen |
| ----------------------------------------------------------- | --------------------- | --------------------- | --------------- | ------------ | ----------- |
| Some nights                                                 | 2012                  | 02-06-2012            | 32              | 45           |             |

### Singles
| Single met eventuele hitnotering(en) in de Nederlandse Top 40 | Datum van verschijnen | Datum van binnenkomst | Hoogste positie | Aantal weken | Opmerkingen                                     |
| ------------------------------------------------------------- | --------------------- | --------------------- | --------------- | ------------ | ----------------------------------------------- |
| We are young                                                  | 27-12-2011            | 10-03-2012            | 5               | 23           | met Janelle Monáe / Nr. 10 in de Single Top 100 |
| Some nights                                                   | 05-06-2012            | 28-07-2012            | 9               | 19           | Nr. 14 in de Single Top 100 / Alarmschijf       |
| Carry on                                                      | 2012                  | 10-11-2012            | tip13           | -            |                                                 |

| Single met hitnotering(en) in de Vlaamse Ultratop 50 | Datum van verschijnen | Datum van binnenkomst | Hoogste positie | Aantal weken | Opmerkingen       |
| ---------------------------------------------------- | --------------------- | --------------------- | --------------- | ------------ | ----------------- |
| We are young                                         | 2012                  | 12-04-2012            | 5               | 23           | met Janelle Monáe |
| Some nights                                          | 2012                  | 13-10-2012            | 42              | 1            |                   |
| Carry on                                             | 2012                  | 29-12-2012            | tip26           | -            |                   |

### NPO Radio 2 Top 2000
| Nummers met noteringen in de NPO Radio 2 Top 2000 | '12  | '13  | '14  | '15  |
| ------------------------------------------------- | ---- | ---- | ---- | ---- |
| Some Nights                                       | 1448 | 908  | 1206 | 1597 |
| We Are Young                                      | -    | 1574 | -    | -    |

1. ↑  Een '-' betekent dat het nummer niet was genoteerd en een vetgedrukt getal geeft de hoogste notering van een nummer aan.
2. ↑  2012 was het eerste jaar met een notering voor Fun..
3. ↑  Deze tabel is bijgewerkt tot en met de laatste editie (2024).